# Liechtensteiner Cup 1956/57
Der Liechtensteiner Cup 1956/57 (offiziell: Aktiv-Cup) war die zwölfte Austragung des Fussballpokalwettbewerbs der Herren in Liechtenstein. Die Ergebnisse der Spiele sind erst ab dem Halbfinale bekannt. Der FC Vaduz konnte seinen im Vorjahr gewonnenen Titel erfolgreich verteidigen.

## Halbfinale
|            | Ergebnis |            |
| ---------- | -------- | ---------- |
| FC Schaan  | 2:0      | FC Triesen |
| FC Balzers | 0:9      | FC Vaduz   |

## Finale
Das Finale fand am 15. September 1957 in Vaduz statt.
| Datum      |          | Ergebnis |           |
| ---------- | -------- | -------- | --------- |
| 15.09.1957 | FC Vaduz | 4:0      | FC Schaan |